# Hérón
Alexandriai Hérón (10 körül – 75 körül) egyiptomi hellén gépész és matematikus.
Alexandriából származott, Ktészibiosz tanítványa volt. Igen sok munkát írt, abból több fennmaradt, így „Peri thé automatopoiktikhón”, hogyan kell automatákat készíteni; „Pneumatika”, a fúvókészülékekről (két könyvben, ennek egy kézirata, a konstantinápolyi egykor Mátyás király könyvtárában volt); „Belopoika”, a nyílpattantyúkról; „Keirobalisztrasz kataszkené kai szummetria”, a kézi parittyagép szerkezetéről és arányosításáról; „Peri dioptrasz”, a dioptráról; stb. Egyik első művelője volt a geodézia tudományának is. A matematikában az ő nevéhez fűződik a Hérón-képlet.